# Света Параскева (Калонери)
Вижте пояснителната страница за други значения на Света Параскева.
„Света Параскева“ (на гръцки: Ιερά Μονή Αγίας Παρασκευής Καλονερίου) е православна църква в село Калонери (Врондища), Егейска Македония, Гърция, част от Сисанийската и Сятищка епархия.
Църквата е манастирска и се намира в центъра на селото. Изградена е в 1776 година. В 1885 година е реставриран от местните жители. На тавана са открити изгорели дъски и стенописи, което говори, че църквата е била по-висока и е пострадала от пожар. До църквата има малка стая, която в османско време се ползвала за училище.
В 1992 година църквата е обявена за защитен паметник на културата.